# Atlético Madryt B
Club Atlético de Madrid B – drugi zespół hiszpańskiego klubu piłkarskiego Atlético Madryt grający w Tercera División, mający siedzibę w mieście Madryt.

## Stadion
Domowe mecze klub rozgrywa na stadionie o nazwie Estadio Cerro del Espino w Majadahondzie, który może pomieścić 2000 widzów.

## Sezony
| Sezon    | Liga | Pozycja |
| -------- | ---- | ------- |
| 1967/68  | 3ª   | 10.     |
| 1968/69  | 3ª   | 11.     |
| 1969/70  | 3ª   | 5.      |
| 1970/71  | 3ª   | 5.      |
| 1971/72  | 3ª   | 3.      |
| 1972/73  | 3ª   | 2.      |
| 1973/74  | 3ª   | 11.     |
| 1974/75  | 3ª   | 10.     |
| 1975/76  | 3ª   | 5.      |
| 1976/77  | 3ª   | 5.      |
| 1977/78  | 2ªB  | 11.     |
| 1978/79  | 2ªB  | 10.     |
| „1979/80 | 2ªB  | 2.      |

| Sezon   | Liga | Pozycja |
| ------- | ---- | ------- |
| 1980/81 | 2ª   | 14.     |
| 1981/82 | 2ª   | 10.     |
| 1982/83 | 2ª   | 13.     |
| 1983/84 | 2ª   | 14.     |
| 1984/85 | 2ª   | 14.     |
| 1985/86 | 2ª   | 20.     |
| 1986/87 | 2ªB  | 14.     |
| 1987/88 | 2ªB  | 11.     |
| 1988/89 | 2ªB  | 1.      |
| 1989/90 | 2ª   | 20.     |
| 1990/91 | 2ªB  | 8.      |
| 1991/92 | 2ªB  | 7.      |

- Jako rezerwy Atlético Madryt.

| Sezon   | Liga | Pozycja |
| ------- | ---- | ------- |
| 1992/93 | 2ªB  | 7.      |
| 1993/94 | 2ªB  | 6.      |
| 1994/95 | 2ªB  | 9.      |
| 1995/96 | 2ªB  | 4.      |
| 1996/97 | 2ª   | 12.     |
| 1997/98 | 2ª   | 9.      |
| 1998/99 | 2ª   | 2.      |
| 1999/00 | 2ª   | 17.     |
| 2000/01 | 2ªB  | 1.      |
| 2001/02 | 2ªB  | 10.     |
| 2002/03 | 2ªB  | 12.     |
| 2003/04 | 2ªB  | 1.      |

| Sezon   | Liga | Pozycja |
| ------- | ---- | ------- |
| 2004/05 | 2ªB  | 6.      |
| 2005/06 | 2ªB  | 9.      |
| 2006/07 | 2ªB  | 14.     |
| 2007/08 | 2ªB  | 10.     |
| 2008/09 | 2ªB  | 13.     |
| 2009/10 | 2ªB  | 7.      |
| 2010/11 | 2ªB  | 11.     |
| 2011/12 | 2ªB  | 5.      |
| 2012/13 | 2ªB  | 7.      |
| 2013/14 | 2ªB  | 16.     |
| 2014/15 | 2ªB  | 18.     |
| 2015/16 | 3ª   |         |

- 11 sezonów w Segunda División
- 27 sezonów w Segunda División B
- 11 sezonów w Tercera División